# بوليهاليت
بوليهاليت هو معدن يتكون من كبريتات مميهة لعناصر البوتاسيوم والكالسيوم والمغنسيوم، بحيث أن صيغة الوحدة البلورية يمكن كتابتها على الشكل K2Ca2Mg(SO4)4·2H2O.
للمعدن كثافة نوعية تبلغ 2.8، في حين أن الصلادة تبلغ 3.5 وفق مقياس موس.
وصف البوليهاليت لأول مرة سنة 1818 في النمسا؛ وتعود جذور التسمية إلى الإغريقية وتعني «متعدد الأملاح».